# Guillermo O'Donnell
Guillermo Alberto O'Donnell (Buenos Aires, 24 de fevereiro de 1936 - Buenos Aires, 29 de novembro de 2011) foi um destacado politólogo argentino. Entre seus aportes teóricos à Ciência Política, são notáveis os seus escritos sobre o Estado burocrático e autoritário e sobre os processos de transição para a democracia. Desenvolveu conceitos como "accountability (responsabilidade)  horizontal", "democracia micro" e "democracia delegativa".

## Publicações
- Modernización y autoritarismo, (1972)
- El Estado burocrático autoritario, (1982)
- Democracia macro y micro, (1982)
- Transiciones desde un gobierno autoritario, (coeditado, 1988)
- Contrapuntos: ensayos escogidos sobre autoritarismo y democratización, (1997)
- Pobreza y desigualdad en América Latina, (coeditado, 1999)
- La (in)efectividad de la ley y la exclusión en América Latina, (coeditado, 2001)